# Torneo Nacional de Clubes 2015
El Torneo Nacional de Clubes 2015, por motivos de patrocinio ICBC Nacional de Clubes 2015, será el vigésimo certamen nacional de clubes de rugby más importante de Argentina. Del mismo participarán dieciséis equipos, siete clasificados de la URBA y nueve clasificados del resto del país mediante las plazas obtenidas la pasada temporada, las cuales se distribuyeron tal que la región centro tendrá cuatro participantes, la región litoral tres y la región del noroeste tendrá dos.
A diferencia del pasado torneo, este implementa la fase de cuartos de final, agregando una semana más en el calendario y duplicando la cantidad de equipos que acceden a la definición.
Hindú se consagró campeón tras vencer en la final a Newman 27 a 25 con un drop sobre el final del partido y así obtuvo su sexto título.

## Sobre el torneo
Esta será la segunda edición desde la reanudación del torneo, y contará con los mejores dieciséis equipos del país representando cuatro uniones regionales, de los cuales, seis serán nuevos respecto la pasada temporada, La Plata RC, Pucará, Tucumán Lawn Tennis, Urú Curé, Córdoba Athletic y Universitario de Rosario.

Estamos con las mejores expectativas para esta nueva edición del Nacional de Clubes, que es un torneo muy importante. La edición 2014 del torneo fue un éxito rotundo y creemos que estamos por el buen camino.
Carlos Araujo, presidente de la UAR.

Respecto a la anterior temporada, se agregó una instancia más en el calendario, los cuartos de final.

Este año a pedido de todos los clubes y Uniones, hemos decidido agregar una fecha más, por lo que tendremos cuartos de final, semifinales y final. Además seguiremos con los dos partidos televisados por fecha.
Carlos Araujo.

## Equipos participantes
| Equipo                             | Ciudad          | Unión | Clasificación                  |
| ---------------------------------- | --------------- | ----- | ------------------------------ |
| Belgrano Athletic Club             | Capital Federal | URBA  | 3.° Top 14                     |
| Club Atlético de San Isidro        | San Isidro      | URBA  | 7.° Top 14                     |
| Club Newman                        | Benavídez       | URBA  | 5.° Top 14                     |
| Club Pucará                        | Almirante Brown | URBA  | 6.° Top 14                     |
| Club Universitario de Buenos Aires | Capital Federal | URBA  | Subcampeón Top 14              |
| Club Universitario de Rosario      | Rosario         | URR   | 3.° del Torneo del Litoral     |
| Córdoba Athletic Club              | Córdoba         | UCR   | Subcampeón Torneo de Córdoba   |
| Duendes Rugby Club                 | Rosario         | URR   | Campeón del Torneo del Litoral |
| Hindú Club                         | Don Torcuato    | URBA  | Campeón Top 14                 |
| Jockey Club Córdoba                | Córdoba         | UCR   | 3.° Torneo de Córdoba          |
| Jockey Club de Rosario             | Rosario         | URR   | Subcampeón del Litoral         |
| La Plata Rugby Club                | La Plata        | URBA  | 4.° Top 14                     |
| Tala Rugby Club                    | Villa Walcarde  | UCR   | Campeón Torneo de Córdoba      |
| Tucumán Lawn Tennis Club           | Tucumán         | URT   | Campeón Torneo del Noroeste    |
| Tucumán Rugby Club                 | Tucumán         | URT   | Subcampeón Torneo del Noroeste |
| Urú Curé Rugby Club                | Río Cuarto      | UCR   | 4.° Torneo de Córdoba          |

Plazas
| Región             | Cantidad |
| ------------------ | -------- |
| URBA               | 7        |
| Córdoba            | 4        |
| Litoral            | 3        |
| Noroeste Argentino | 2        |

## Forma de disputa y reglamentaciones
El torneo está dividido en dos etapas, la fase de grupos y los enfrentamientos directos.
Primera fase:
Los dieciséis clubes se dividen en cuatro grupos donde se enfrentan todos contra todos en enfrentamientos de ida y vuelta. Los mejores dos de cada grupo avanzan a la siguiente fase.
La puntuación se otorga de la siguiente manera; cuatro (4) puntos por partido ganado, dos (2) en caso de empate y cero (0) por partido perdido. Además se otorga punto bonus tanto ofensivo como defensivo.
- El punto bonus ofensivo se da cuando un equipo logra cuatro o más tries (o conversiones)
- El punto bonus defensivo cuando un equipo pierde por una diferencia no mayor a los siete tantos.

Segunda fase:
Los ocho equipos se dividen en cuatro parejas, quienes a enfrentamiento único se eliminaran en cancha del mejor ubicado. Los cuatro ganadores acceden a las semifinales, y los ganadores de las mismas a la final, donde el ganador se proclama campeón.
Serie por el descenso:
Los dos equipos, exceptuando equipos de la URBA, con menor puntaje deben disputar una serie para mantener la plaza de su región en este certamen. Aquel equipo que pierda el encuentro desciende una plaza de su región para la siguiente edición del torneo.
Sistema de plazas
Al renovarse la competencia; la UAR decidió aplicar un sistema de plazas para el torneo. Las mismas se definen por los resultados en competencias nacionales de cada equipo, donde cada combinado defiende una plaza para su región.

## Primera fase

### Zona 1
| Pos. | Equipo           | Encuentros | Encuentros | Encuentros | Encuentros | Tantos | Tantos | Tantos | Bonus | Bonus | Puntos |
| Pos. | Equipo           | PJ         | PG         | PE         | PP         | F      | C      | Dif    | BO    | BD    | Puntos |
| ---- | ---------------- | ---------- | ---------- | ---------- | ---------- | ------ | ------ | ------ | ----- | ----- | ------ |
| 1.°  | Hindú            | 6          | 5          | 0          | 1          | 301    | 107    | 194    | 5     | 1     | 26     |
| 2.°  | Tucumán LT       | 6          | 3          | 0          | 3          | 169    | 166    | 3      | 1     | 1     | 14     |
| 3.°  | CASI             | 6          | 3          | 0          | 3          | 126    | 202    | -76    | 0     | 1     | 13     |
| 4.°  | Córdoba Athletic | 6          | 1          | 0          | 5          | 95     | 216    | -121   | 0     | 1     | 6      |

|  | Clasificado a las semifinales. |

Primera fecha
| 21 de marzo, 16:30 | Hindú | 50 - 24 | Tucumán LT | Hindú Club, Don Torcuato |  |

| 21 de marzo, 17:30 | Córdoba Athletic | 21 - 19 | C.A.S.I. | CAC, Córdoba |  |

Segunda fecha
| 28 de marzo | Tucumán LT | 50 - 10 | Córdoba Athletic | La Caldera del Parque, San Miguel de Tucumán |  |

| 28 de marzo | C.A.S.I. | 25 - 55 | Hindú | C.A.S.I., San Isidro |  |

Tercera fecha
| 4 de abril | Hindú | 50 - 9 | Córdoba Athletic | Hindú Club, Don Torcuato |  |

| 4 de abril | Tucumán LT | 22 - 27 | C.A.S.I. | La Caldera del Parque, San Miguel de Tucumán |  |

Cuarta fecha
| 11 de abril | C.A.S.I. | 25 - 17 | Córdoba Athletic | C.A.S.I., San Isidro |  |

| 11 de abril | Tucumán LT | 30 - 27 | Hindú | La Caldera del Parque, San Miguel de Tucumán |  |

Quinta fecha
| 18 de abril | Hindú | 75 - 7 | C.A.S.I. | Hindú Club, Don Torcuato |  |

| 18 de abril | Córdoba Athletic | 26 - 31 | Tucumán LT | CAC, Córdoba |  |

Sexta fecha
| 25 de abril | Córdoba Athletic | 12-44 | Hindú | CAC, Córdoba |  |

| 25 de abril | C.A.S.I. | 26-12 | Tucumán LT | C.A.S.I., San Isidro |  |

### Zona 2
| Pos. | Equipo      | Encuentros | Encuentros | Encuentros | Encuentros | Tantos | Tantos | Tantos | Bonus | Bonus | Puntos |
| Pos. | Equipo      | PJ         | PG         | PE         | PP         | F      | C      | Dif    | BO    | BD    | Puntos |
| ---- | ----------- | ---------- | ---------- | ---------- | ---------- | ------ | ------ | ------ | ----- | ----- | ------ |
| 1.°  | Belgrano AC | 6          | 4          | 1          | 1          | 152    | 126    | 26     | 0     | 1     | 19     |
| 2.°  | Pucará      | 6          | 3          | 1          | 2          | 165    | 112    | 53     | 1     | 2     | 17     |
| 3.°  | Duendes RC  | 6          | 3          | 0          | 3          | 139    | 146    | -7     | 0     | 2     | 14     |
| 4.°  | Urú Curé    | 6          | 1          | 0          | 5          | 104    | 176    | -72    | 0     | 2     | 6      |

|  | Clasificado a las semifinales. |

Primera fecha
| 21 de marzo, 16:30 | Duendes RC | 25 - 30 | Belgrano AC | Duendes RC, Rosario |  |

| 21 de marzo, 16:30 | Urú Curé | 13 - 12 | Pucará | Urú Curé, Río Cuarto |  |

Segunda fecha
| 28 de marzo | Urú Curé | 27 - 28 | Duendes RC | Urú Curé, Río Cuarto |  |

| 28 de marzo | Pucará | 15 - 22 | Belgrano AC | Pucará, Almirante Brown |  |

Tercera fecha
| 4 de abril | Duendes RC | 19 - 25 | Pucará | Duendes RC, Rosario |  |

| 4 de abril | Urú Curé | 17 - 22 | Belgrano AC | Urú Curé, Río Cuarto |  |

Cuarta fecha
| 11 de abril | Pucará | 52 - 10 | Urú Curé | Pucará, Almirante Brown |  |

| 11 de abril | Belgrano AC | 17 - 18 | Duendes RC | Belgrano AC, Capital Federal |  |

Quinta fecha
| 18 de abril | Duendes RC | 28 - 13 | Urú Curé | Duendes RC, Rosario |  |

| 18 de abril | Belgrano AC | 27 - 27 | Pucará | Belgrano AC, Capital Federal |  |

Sexta fecha
| 25 de abril | Pucará | 34-21 | Duendes RC | Pucará, Almirante Brown |  |

| 25 de abril | Belgrano AC | 34-24 | Urú Curé | Belgrano AC, Capital Federal |  |

### Zona 3
| Pos. | Equipo                | Encuentros | Encuentros | Encuentros | Encuentros | Tantos | Tantos | Tantos | Bonus | Bonus | Puntos |
| Pos. | Equipo                | PJ         | PG         | PE         | PP         | F      | C      | Dif    | BO    | BD    | Puntos |
| ---- | --------------------- | ---------- | ---------- | ---------- | ---------- | ------ | ------ | ------ | ----- | ----- | ------ |
| 1.°  | Tucumán RC            | 6          | 5          | 0          | 1          | 228    | 137    | 97     | 3     | 0     | 23     |
| 2.°  | La Plata RC           | 6          | 4          | 0          | 2          | 174    | 141    | 13     | 0     | 2     | 18     |
| 2.°  | Jockey Club (Rosario) | 6          | 2          | 0          | 4          | 138    | 135    | 3      | 1     | 2     | 11     |
| 4.°  | Jockey Club (Córdoba) | 6          | 1          | 0          | 5          | 119    | 232    | -113   | 1     | 0     | 5      |

|  | Clasificado a las semifinales.           |
|  | Disputa las semifinales por el descenso. |

Primera fecha
| 21 de marzo, 16:30 | Jockey Club (C) | 17 - 26 | Jockey Club (R) | Jockey Club, Córdoba |  |

| 21 de marzo, 16:30 | La Plata RC | 35 - 28 | Tucumán RC | La Plata RC, La Plata |  |

Segunda fecha
| 28 de marzo | Tucumán RC | 53 - 8 | Jockey Club (C) | Tucumán RC, San Miguel de Tucumán |  |

| 28 de marzo | Jockey Club (R) | 22 - 24 | La Plata RC | Jockey Club, Rosario |  |

Tercera fecha
| 4 de abril | La Plata RC | 23 - 22 | Jockey Club (C) | La Plata RC, La Plata |  |

| 4 de abril | Tucumán RC | 26 - 13 | Jockey Club (R) | Tucumán RC, San Miguel de Tucumán |  |

Cuarta fecha
| 11 de abril | Tucumán RC | 44 - 39 | La Plata RC | Tucumán RC, San Miguel de Tucumán |  |

| 11 de abril | Jockey Club (R) | 43 - 19 | Jockey Club (C) | Jockey Club, Rosario |  |

Quinta fecha
| 18 de abril | Jockey Club (C) | 20 - 55 | Tucumán RC | Jockey Club, Córdoba |  |

| 18 de abril | La Plata RC | 21 - 12 | Jockey Club (R) | La Plata RC, La Plata |  |

Sexta fecha
| 25 de abril | Jockey Club (C) | 33-32 | La Plata RC | Jockey Club, Córdoba |  |

| 25 de abril | Jockey Club (R) | 20-22 | Tucumán RC | Jockey Club, Rosario |  |

### Zona 4
| Pos. | Equipo                  | Encuentros | Encuentros | Encuentros | Encuentros | Tantos | Tantos | Tantos | Bonus | Bonus | Puntos |
| Pos. | Equipo                  | PJ         | PG         | PE         | PP         | F      | C      | Dif    | BO    | BD    | Puntos |
| ---- | ----------------------- | ---------- | ---------- | ---------- | ---------- | ------ | ------ | ------ | ----- | ----- | ------ |
| 1.°  | Newman                  | 6          | 4          | 0          | 2          | 230    | 110    | 120    | 2     | 2     | 20     |
| 2.°  | Tala RC                 | 6          | 4          | 0          | 2          | 173    | 126    | 47     | 2     | 2     | 20     |
| 3.°  | C.U.B.A.                | 6          | 4          | 0          | 2          | 149    | 132    | 17     | 1     | 2     | 19     |
| 4.°  | Universitario (Rosario) | 6          | 0          | 0          | 6          | 77     | 261    | -184   | 0     | 0     | 0      |

|  | Clasificado a las semifinales.           |
|  | Disputa las semifinales por el descenso. |

Primera fecha
| 21 de marzo, 16:30 | C.U.B.A. | 8 - 30 | Newman | C.U.B.A., Capital Federal |  |

| 21 de marzo, 16:30 | Tala RC | 49 - 19 | Universitario (R) | Tala RC, Villa Walcarde |  |

Segunda fecha
| 28 de marzo | Universitario (R) | 9 - 23 | C.U.B.A. | Universitario, Rosario |  |

| 28 de marzo | Newman | 26 - 33 | Tala RC | Cancha "Manolo" O'Brien, Benavídez |  |

Tercera fecha
| 4 de abril | C.U.B.A. | 23 - 22 | Tala RC | C.U.B.A., Capital Federal |  |

| 4 de abril | Newman | 56 - 17 | Universitario (R) | Cancha "Manolo" O'Brien, Benavídez |  |

Cuarta fecha
| 11 de abril | Newman | 30 - 32 | C.U.B.A. | Cancha "Manolo" O'Brien, Benavídez |  |

| 11 de abril | Universitario (R) | 13 - 33 | Tala RC | Universitario, Rosario |  |

Quinta fecha
| 18 de abril | C.U.B.A. | 42 - 19 | Universitario (R) | C.U.B.A., Capital Federal |  |

| 18 de abril | Tala RC | 20 - 24 | Newman | Tala RC, Villa Walcarde |  |

Sexta fecha
| 25 de abril | Tala RC | 22-21 | C.U.B.A. | Tala RC, Villa Walcarde |  |

| 25 de abril | Universitario (R) | 0-64 | Newman | Universitario, Rosario |  |

## Serie por el descenso
| 2 de mayo | Universitario (R) | 27 - 8 | Jockey Club (C) | Universitario, Rosario |  |

## Segunda fase
|  | Cuartos de final | Cuartos de final |             |            | Semifinales | Semifinales |  |       | Final      | Final      |  |
|  | 2 de mayo        | 2 de mayo        |             |            | 9 de mayo   | 9 de mayo   |  |       | 16 de mayo | 16 de mayo |  |
|  |                  |                  |             |            |             |             |  |       |            |            |  |
|  |                  |                  |             |            |             |             |  |       |            |            |  |
|  | Hindú            | 19               |             |            |             |             |  |       |            |            |  |
|  | Hindú            | 19               |             |            |             |             |  |       |            |            |  |
|  | Pucará           | 6                |             |            |             |             |  |       |            |            |  |
|  | Pucará           | 6                |             | Hindú      | 39          |             |  |       |            |            |  |
|  |                  |                  |             | Hindú      | 39          |             |  |       |            |            |  |
|  |                  |                  | Belgrano AC | 30         |             |             |  |       |            |            |  |
|  | Belgrano AC      | 38               | Belgrano AC | 30         |             |             |  |       |            |            |  |
|  | Belgrano AC      | 38               |             |            |             |             |  |       |            |            |  |
|  | Tala RC          | 23               |             |            |             |             |  |       |            |            |  |
|  | Tala RC          | 23               |             |            |             |             |  | Hindú | 27         |            |  |
|  |                  |                  |             |            |             |             |  | Hindú | 27         |            |  |
|  |                  |                  | Newman      | 25         |             |             |  |       |            |            |  |
|  | Tucumán RC       | 22               | Newman      | 25         |             |             |  |       |            |            |  |
|  | Tucumán RC       | 22               |             |            |             |             |  |       |            |            |  |
|  | Tucumán LT       | 20               |             |            |             |             |  |       |            |            |  |
|  | Tucumán LT       | 20               |             | Tucumán RC | 6           |             |  |       |            |            |  |
|  |                  |                  |             | Tucumán RC | 6           |             |  |       |            |            |  |
|  |                  |                  | Newman      | 23         |             |             |  |       |            |            |  |
|  | Newman           | 35               | Newman      | 23         |             |             |  |       |            |            |  |
|  | Newman           | 35               |             |            |             |             |  |       |            |            |  |
|  | La Plata RC      | 7                |             |            |             |             |  |       |            |            |  |
|  | La Plata RC      | 7                |             |            |             |             |  |       |            |            |  |
|  |                  |                  |             |            |             |             |  |       |            |            |  |

Hindú Club

Campeón

Sexto título